# شهرستان رابرتسون (تگزاس)
شهرستان رابرتسون، تگزاس (به انگلیسی: Robertson County, Texas) یک سکونتگاه مسکونی در ایالات متحده آمریکا است که در تگزاس واقع شده‌است.

## خصوصیات
شهرستان رابرتسون ۲٬۲۴۰٫۳۵ کیلومترمربع مساحت دارد.